# Вознесенская волость (Темниковский уезд)
Вознесенская волость — административно-территориальная единица Темниковского уезда Тамбовской губернии. Волостной центр — Вознесенский Завод (с 1910 года — село Вознесенское).

## История
Волость была образована после реформы 1861 года.
4 января 1923 года Вознесенская волость была передана в Ардатовский уезд Нижегородской губернии.
27 апреля 1923 года Ардатовский уезд был упразднён и Вознесенская волость была передана в Выксунский уезд.
4 апреля 1924 года к Вознесенской волости были присоединены Бутаковская, Криушинская, Мотызлейская волости, селения Барановка, Нарышкино, Сарминский Майдан, Стальский Майдан, Столыпино, Хахалиха и Шарапиха упразднённой Нарышкинской волости Арзамасского уезда.

## Состав волости
- деревня Благодатное
- деревня Букалей
- деревня Варнаево
- Вознесенский Завод (с 1910 года — село  Вознесенское)
- деревня Знаменка
- деревня Истамбуль
- деревня Калиновка
- деревня Мостовка

4 апреля 1924 года в состав волости вошли населённые пункты бывшей Бутаковской волости:
- деревня Абашево
- село  Бутаково
- деревня Верхние Борки
- село  Девлетяково
- деревня Китаевка
- село  Княжево
- деревня Красный Яр
- деревня Марьино
- деревня Сарма
- деревня Суморево
- деревня Шигаево
- деревня Ших Алеевы починки.

4 апреля 1924 года в состав волости вошли населённые пункты бывшей Криушинской волости:
- село  Башкирцы
- деревня Вилки
- село  Криуша
- деревня Куземлей
- деревня Липлейка
- деревня Полховский Майдан
- деревня Рязанка
- деревня Телимерги
- деревня Ширгуш.

4 апреля 1924 года в состав волости вошли населённые пункты бывшей Мотызлейской волости:
- село  Бахтызино
- деревня Большая Козлейка
- деревня Дашкино
- деревня Малая Козлейка
- деревня Малое Бахтызино
- село  Мотызлей.

4 апреля 1924 года в состав волости вошли селения Барановка, Нарышкино, Сарминский Майдан, Стальский Майдан, Столыпино, Хахалиха и Шарапиха бывшей Нарышкинской волости Арзамасского уезда.